# Bochum
Bochum – miasto na prawach powiatu położone w zachodniej części Niemiec, w kraju związkowym Nadrenia Północna-Westfalia, w rejencji Arnsberg, w środku Zagłębia Ruhry (niem. Ruhrgebiet). Duży ośrodek przemysłowy: szóste co do wielkości miasto kraju związkowego, znajduje się także w pierwszej dwudziestce największych miast Niemiec.
W Bochum znajduje się sześć szkół wyższych, w tym jedna z większych w kraju – Ruhr-Universität z 30 000 studentów. Posiada umowę partnerską o wymianie i współpracy z wieloma uczelniami, w tym Uniwersytetem Wrocławskim. Górnictwo nie stanowi dziś już ważnej roli w życiu miasta – Bochum stało się centrum usług. Mimo to znajdują się tu jeszcze instytucje związane z górnictwem. Do historii przemysłu przeszedł Związek Bochumski, któremu udało się w 1842 r. odlać stal w formach. Pierwszym produktem wykonanym tą metodą były dzwony. To dlatego przed ratuszem miasta znajduje się ważący 15 000 kg dzwon.

## Położenie
Bochum leży na pagórkowatym terenie zwanym „Bochumer Landrücken” między rzekami Ruhrą i Emscher. Najwyżej położony punkt w mieście leży na wysokości 196 m n.p.m. przy ulicy Kemnader, najniższy w Blumenkamp w dzielnicy Hordel – 43 m n.p.m. W najszerszym miejscu teren miasta między granicami rozciąga się na 13 km w kierunku północ-południe i 17 km w kierunku zachód-wschód. Długość granic miasta to 67,2 km. Bochum graniczy (zaczynając od północy w kierunku wskazówek zegara) z Herne, Castrop-Rauxel (powiat Recklinghausen), miastem Dortmund, miastami Witten i Hattingen (powiat Ennepe-Ruhr) oraz miastami Essen i Gelsenkirchen.

## Dzielnice
Bochum składa się z sześciu dzielnic, podzielonych na okręgi statystyczne oznaczone liczbami. Są to:
- w dzielnicy Mitte: 10 Grumme, 11 Gleisdreieck, 13 Altenbochum, 14 Südinnenstadt, 15 Kruppwerke, 16 Hamme, 17 Hordel, 18 Hofstede, 19 Riemke
- w dzielnicy Wattenscheid: 24 Günnigfeld, 25 Wattenscheid-Mitte, 26 Leithe, 27 Westenfeld, 28 Höntrop, 29 Eppendorf
- w dzielnicy Nord: 36 Bergen/Hiltrop, 37 Gerthe, 38 Harpen/Rosenberg, 39 Kornharpen/Voede-Abzweig
- w dzielnicy Ost: 46 Laer, 47 Werne, 48 Langendreer, 49 Langendreer-Alter Bahnhof
- w dzielnicy Süd: 53 Wiemelhausen/Brenschede, 54 Stiepel, 55 Querenburg
- w dzielnicy Südwest: 63 Weitmar-Mitte, 64 Weitmar-Mark, 65 Linden, 66 Dahlhausen.

Większość z nich kiedyś była samodzielnymi gminami, później włączonymi do terenu miasta.

## Historia
Miejscowość została po raz pierwszy wymieniona w 890. W 1041 r. w dokumencie arcybiskupów kolońskich widniała pod nazwą Cofbuokheim. W 1321 r. hrabia Mark Engelbert II nadał Bochum prawa miejskie. Miasto to do XIX wieku miało charakter rolniczy – mimo że już od XIV wieku wydobywano tu węgiel. Kilka lokalnych urzędów miało tu swe siedziby jak np. Urząd Górnictwa (Bergamt) od 1738 r.
Do 1806 miasto należało do pruskiego hrabstwa Mark, następnie do 1813 r. do Departamentu Ruhry w Wielkim Księstwie Berg, później tymczasowo do pruskiej Cywilnej Guberni między Wezerą a Renem. W 1815 r. miasto stało się częścią prowincji Westfalii w Prusach. W 1817 r. Bochum stało się siedzibą powiatu, z którego samo wystąpiło w 1876 stając się miastem na prawach powiatu. Powiat ten zresztą przetrwał tylko do 1929 r.
W 1832 rozpoczął się proces przejścia od wydobywania węgla metodą odkrywkową do głębokich kopalń. Nastąpił złoty okres górnictwa w mieście. W 1837 r. powstały podwaliny dla przemysłu ciężkiego (Związek Bochumski, Krupp-Stahl-AG). W 1860 r. miasto otrzymało połączenie kolejowe dzięki Bergisch-Märkische Eisenbahn, do tego w 1874 r. doszła kolej Rheinische Eisenbahn. W 1905 r. miasto przekroczyło granicę 100 000 mieszkańców i odtąd zaliczane jest do dużych miast (Großstadt).
24 grudnia 1922, jako pierwsza w Niemczech, ukonstytuowała się w Bochum 3. dzielnica Związku Polaków w Niemczech. Swoim zasięgiem obejmowała teren Westfalii i Nadrenii.
W Noc kryształową 9 listopada 1938 r. również tu miały miejsce pogromy ludności żydowskiej z pierwszymi wywózkami do obozów koncentracyjnych. W kolejnych latach zginęło ponad 500 mieszkańców miasta pochodzenia żydowskiego.
W czasie II wojny światowej miasto zostało zniszczone w 38% przez naloty bombowe.
Po wojnie miasto stało się centrum kulturalnym regionu. Rozwinął się też przemysł – w 1962 r. na terenie pokopalnianym został otwarty pierwszy z trzech zakładów Opla w tym mieście.
W 1964 r. w dzielnicy Harpen powstało centrum handlowe Ruhr-Park – pierwsze w RFN centrum handlowe położone poza obszarem zabudowanym. W 1973 r. ostatnia kopalnia w Bochum zamknęła swoje podwoje (kopalnia Hannover). W 1979 r. otwarto pierwszy odcinek szybkiego tramwaju oraz Stadion Ruhry.
W 1919 r. w Bochum powstał pierwszy teatr, w 1965 r. uniwersytet, a w 1988 r. teatr z musicalem w wersji niemieckojęzycznej Starlight Express autorstwa Andrew Lloyda Webbera. Po raz pierwszy dla musicalu wybudowano specjalny budynek. Do dziś spektakl obejrzało 10 milionów osób.
Rok 1989 przyniósł otwarcie linii szybkiego podziemnego tramwaju (linii U 35) od Dworca Głównego (Hauptbahnhof) do Herne. W 1993 miasta Bochum, Hattingen, Herne i Witten utworzyły Region Środkowego Zagłębia Ruhry (Region Mittleres Ruhrgebiet). W 2003 r. otwarto centrum imprezowe RuhrCongress. Rok 2004 to strajki w zakładach Opel. Rok później położono kamień węgielny pod budowę nowej synagogi.

## Polityka
- Nadburmistrz: Thomas Eiskirch (SPD)
- Rada miejska (stan  na  16 maja 2025)[1]:
  - SPD: 30 radnych
  - Zieloni: 20 radnych
  - CDU: 18 radnych
  - Bündnis Deutschland: 5 radnych
  - FDP: 3 radnych
  - UWG: 3 radnych
  - FASG: 3 radnych
  - Die PARTEI: 2 radnych
  - Die Linke: 1 radnych
  - Die Stadtgestalter: 1 radnych

## Atrakcje turystyczne

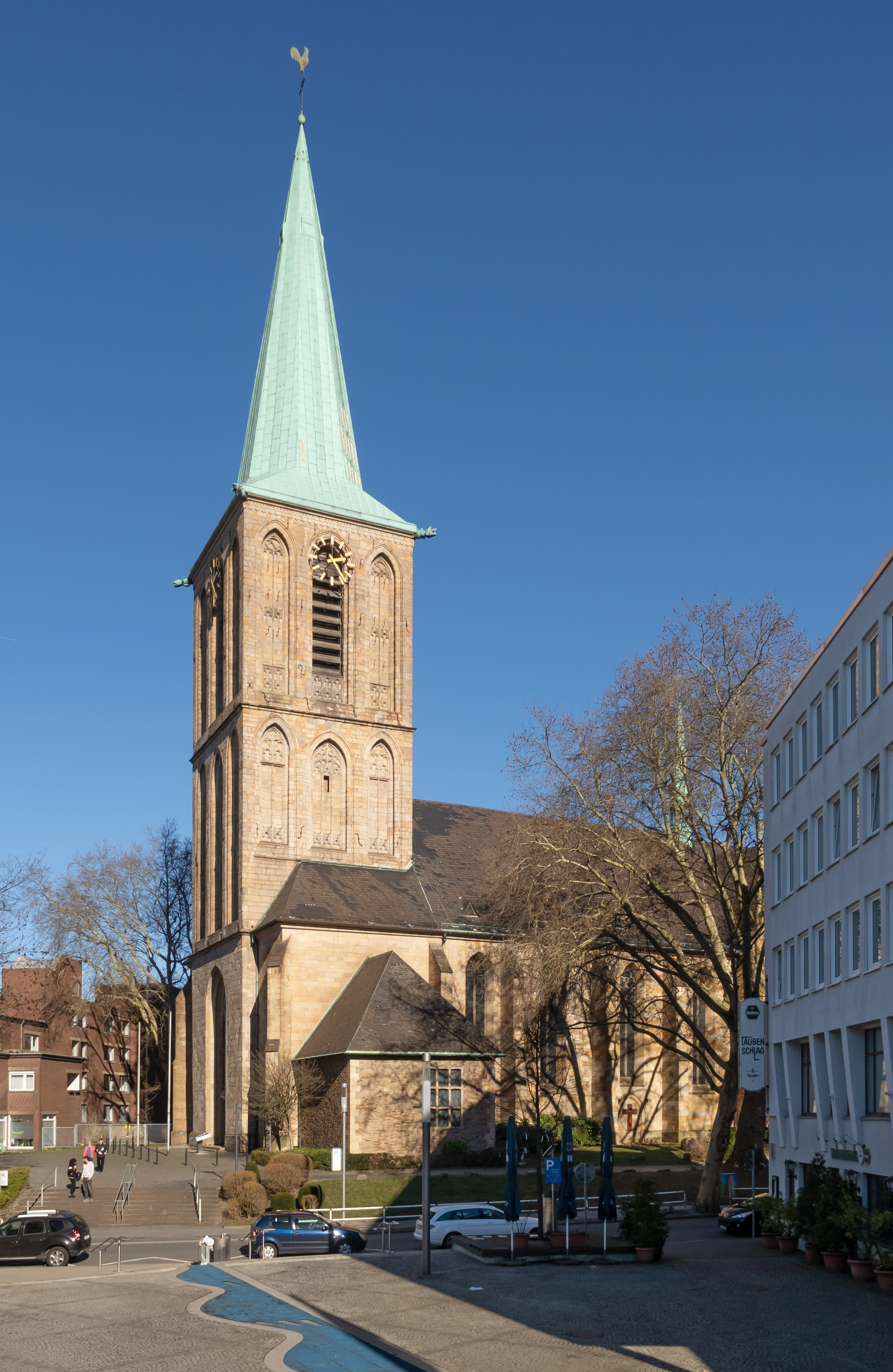
Kościół św. Piotra i Pawła

### Zabytki
- Kościół św. Piotra i Pawła (St. Peter und Paul) z 1547
- Kościół protestancki św. Pawła (Pauluskirche) z lat 1655–1659
- Hala Stulecia (niem. Jahrhunderthalle) z 1902

### Muzea
- Niemieckie Muzeum Górnictwa (Deutsches Bergbau-Museum) z ustawioną obok dawną wieżą wydobywczą. Muzeum odwiedza rocznie ok. 400 tys. osób, jest ono zaliczane do najbardziej znaczących muzeów poświęconych tematyce górniczej na świecie.
- Zbiory dzieł sztuki (Museum Bochum – Kunstsammlung) gromadzące głównie eksponaty z XX wieku. Ponieważ pierwszy dyrektor Muzeum Peter Leo, przykładał wielką wagę do sztuki krajów bloku wschodniego, tradycją stało się szczególne eksponowanie dorobku artystów z tej części Europy i dzisiaj Muzeum Sztuki w Bochum posiada zbiór ponad stu dzieł polskich artystów. Jest to największa tego typu kolekcja w zbiorach publicznych instytucji w Niemczech[2].
- Niemieckie Muzeum Kolei (Deutsches Eisenbahnmuseum)

### Inne
- teatr Schauspielhaus
- planetarium
- musical Starlight Express

## Gospodarka

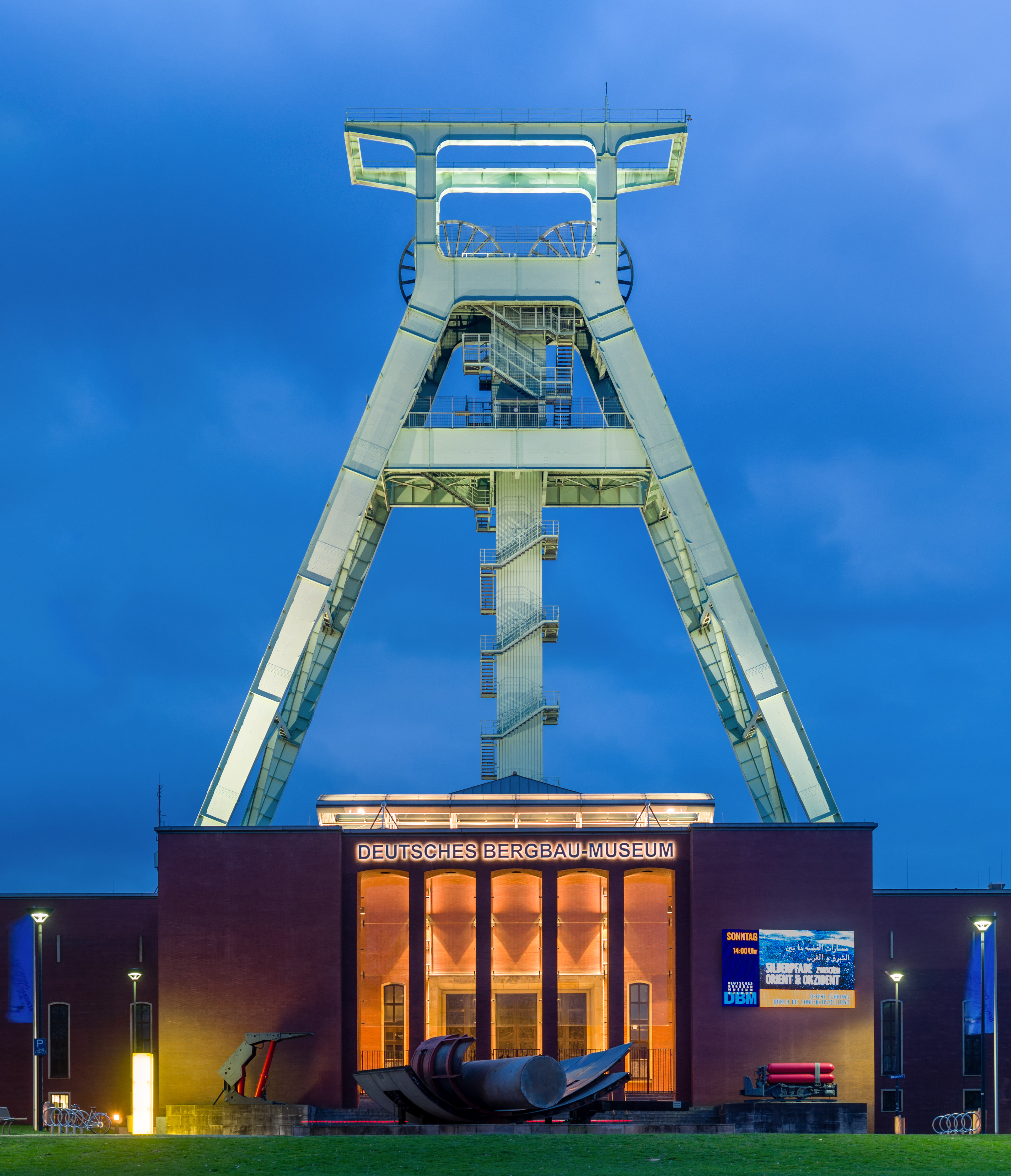
Niemieckie Muzeum Górnictwa

Jak w całej gospodarce niemieckiej, tak i w Bochum widać duży wpływ globalizacji. Na przykład znajdujące się tam dwie fabryki koncernu motoryzacyjnego General Motors zwolniły w ostatnim czasie tysiące pracowników i tylko strajk załogi w 2005 zapobiegł tymczasowo całkowitemu przeniesieniu produkcji do Gliwic i Szwecji, gdzie produktywność i koszty produkcji kształtują się korzystniej. Oprócz tego w mieście znajdują się zakłady firmy Nokia, które również planują przeniesienie produkcji poza granice Niemiec oraz siedziba G Data Software, producenta oprogramowania antywirusowego.

## Transport
W mieście znajduje się stacja kolejowa Bochum Hauptbahnhof.

## Sport
- VfL Bochum – klub piłkarski

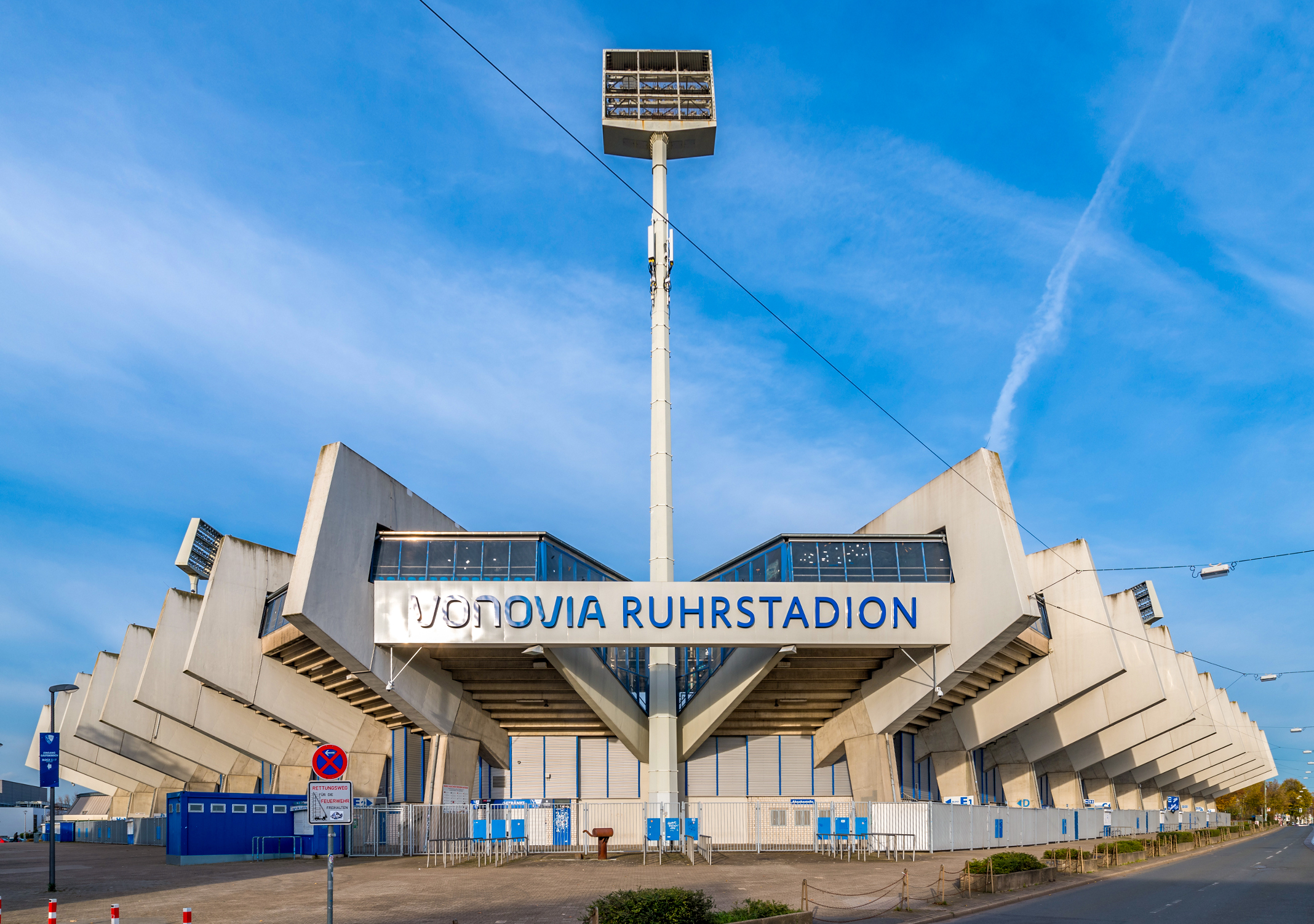
Vonovia Ruhrstadion

- SG Wattenscheid 09 – klub piłkarski

## Urodzeni w Bochum
- Wolfgang Clement – polityk (SPD), premier Nadrenii Północnej-Westfalii od minister gospodarki i pracy
- Albin Fechner – polski śpiewak
- Jan Kaczmarek – działacz mniejszości polskiej w Niemczech
- Edward Klinik – polski męczennik II wojny światowej, błogosławiony Kościoła rzymskokatolickiego
- Paweł Krawczewicz – polski zakonnik, męczennik za wiarę
- Klemens Kruszewski – polski nauczyciel, instruktor harcerski
- Marcin Machowiak – polski pilot myśliwski
- Feliks Niedbalski – polski inżynier górnik, działacz PPR i PZPR
- Matthias Ostrzolek – polski i niemiecki piłkarz
- Feliks Róg-Mazurek – polski bibliotekarz, socjolog i prawnik

## Współpraca
Miejscowości partnerskie:
- Donieck, Ukraina
- Nordhausen, Turyngia
- Oviedo, Hiszpania
- Sheffield, Wielka Brytania
- Xuzhou, Chiny